# (6486) 1991 FO
(6486) 1991 FO (1991 FO, 1992 SX14) — астероїд головного поясу, відкритий 17 березня 1991 року.
Тіссеранів параметр щодо Юпітера — 3,567.